# Bud Grant
Pour les articles homonymes, voir Grant.
Pro Football Hall of Fame 1994
(en) Statistiques sur pro-football-reference
(en) Statistiques sur statscrew
Harry Peter Grant Jr., dit Bud Grant, né le 20 mai 1927 à Superior dans le Wisconsin et mort le 11 mars 2023 à Bloomington (Minnesota), est un joueur  de basket-ball américain ainsi qu'un joueur et entraîneur de football américain et de football canadien. 
Au basket-ball, il a évolué aux postes d'ailier et d'ailier fort, tandis qu'au football nord-américain, il jouait aux postes de wide receiver et defensive end.

## Biographie
Bud Grant étudie à l'université du Minnesota, où il excelle pour les Golden Gophers dans trois sports : football américain, basket-ball et baseball. Bien que sélectionné lors du premier tour de la draft 1950 de la NFL par les Eagles de Philadelphie, il préfère se tourner vers le basketball et joue deux saisons pour les Lakers de Minneapolis, lesquels remportent le championnat de la NBA en 1950. Il rejoint ensuite les Eagles en 1951, jouant deux saisons, la première au poste de defensive end et la seconde en tant que wide receiver. N'arrivant pas à s'entendre financièrement avec les Eagles, il signe avec les Blue Bombers de Winnipeg dans la Ligue canadienne de football, où il joue pendant quatre saisons. Il y est le meilleur receveur au cours de ces saisons et participe au match de la coupe Grey en 1953. Comme la plupart du temps à cette époque, les mêmes joueurs évoluent tant en défense qu'en attaque. Jouant au poste de defensive back, Grant réalise également cinq 'interceptions lors d'un match éliminatoire contre Saskatchewan, un record toujours d'actualité en 2021. 
Grant se voit offrir le poste d'entraîneur principal des Blue Bombers en janvier 1957 alors qu'il n'est âgé que de 29 ans. Il reste dix saisons à ce poste, contribuant à l'une des périodes les plus glorieuses de l'histoire de Winnipeg. En effet, sous sa direction, Winnipeg gagne 127 de ses 187 matchs, participe à six finales de la coupe Grey et en remporte quatre.
En 1967, il accepte le poste d'entraîneur principal des Vikings du Minnesota dans la National Football League (NFL) où il reste pendant 18 saisons au total (1967-1983, 1985). Durant cette période, il remporte le titre de champion de la NFL en 1969 et le titre de la conférence NFC en 1973, 1974 et 1976. Bien qu'ayant qualifié son équipe pour le Super Bowl lors de ces quatre saisons (super bowls IV, VIII, IX, XI), il n'en remporte aucun. 
Il est intronisé au Temple de la renommée du football canadien en 1983 et au Pro Football Hall of Fame en 1994.

## Palmarès
- Champion de la NBA (1950)
- Champion de la coupe Grey comme entraîneur (1958, 1959, 1961, 1962)